# قائمة المجلات في السعودية
في عقد التسعينات من القرن العشرين كان في السعودية حوالي خمس وعشرون مجلة ودورية. تنشر أيضًا طبعات بعض المجلات العالمية مثل ماري كلير ومدام فيغارو. مدام فيغارو التي حصلت على نسخة عربية بدايةً من عام 2009.
وهذه قائمة غير كاملة للمجلات السعودية الصادرة بالعربية وغيرها، سواء المستمرة بالنشر أو المتوقفة.

## المجلات
- الفيصل
- القافلة
- العربية
- اليمامة
- مانجا العربية
- الرجل
- سيدتي
- المجلة
- الحج والعمرة
- الحرس الوطني
- الدارة
- الدرعية
- أدوماتو
- أطلال
- المعرفة
- العرب
- المنهل
- الساحل
- الإصلاح
- الوجهة
- عين اليقين
- عالم الكتب
- البرية
- الجميلة
- هيا
- روتانا
- مجلة الواحة
- مجلة أسرار
- مجلة التقييس الخليجي
- نيتشر الطبعة العربية
- آراء حول الخليج
- جمالك
- مجلة التصميم